# Zinnorit
| ֽ   | Silluq           |  | ֫ ֥  | Ole we-Jored        |
| ֑   | Etnachta         |  | ֗   | Rewia gadol         |
| ֝ ֗  | Rewia Mugrasch   |  | ֓ ׀ | Schalschelet gedola |
| ֮   | Zarqa (Trope)    |  | ֗   | Rewia qaton         |
| ֭   | Dechi            |  | ֡   | Pazer               |
| ֤ ׀ | Mahpach legarmeh |  | ֨ ׀ | Asla legarmeh       |

| ֣ | Munach        |  | ֥ | Mercha       |
| ֬ | Illuj         |  | ֖ | Tipcha       |
| ֢ | Atnach hafuch |  | ֤ | Mahpach      |
| ֨ | Qadma         |  | ֓ | Schalschelet |
| ֘ | Zinnorit      |  |  |              |

## Begriffe
In der aschkenasischen, sephardischen und italienischen Tradition wird das Betonungszeichen Zinnorit genannt. In der jemenitischen Tradition wird es Zinorif genannt. Die Tabula accentuum transliteriert mit Ṣinnôrîṯ.

## Symbol
Zinnorit verwendet das gleiche Symbol wie Zarqa. Die Form des Zeichens erinnert an ein liegendes spiegelverkehrtes S. Die Trope Zarqa ist eine Postposition und erscheint daher als Symbol am Ende des Worts auf der linken Seite wie im Beispiel זַרְקָא֮. Bei der Trope Zinnorit erscheint das Symbol direkt über dem betonten Konsonanten, Beispiel רָ֘עֵ֤ב mit Zinnorit-Mahpach, außerdem immer in Kombination mit Mercha oder Mahpach auf einem Wort.

## Zinnorit-Mercha und Zinnorit-Mahpach
Zinnorit wird immer mit einem zweiten anderen Betonungszeichen kombiniert, um einen konjunktiven Akzent zu bilden.
Aus Zinnorit in Kombination mit Mercha entsteht Zinnorit-Mercha (צִנּוֹרִ֘ית-מֵרְכָ֥א) bzw. Mercha Mezunneret (מרכא מצנרת). Zinnorit-Mercha erscheint als Konjunktion vor Sof pasuk, seltener vor Atnach und Rewia Mugrasch.
In Kombination mit Mahpach entsteht Zinnorit-Mahpach (צִנּוֹרִ֘ית-מַהְפַּ֤ך) bzw. Mehupach Mezunnar (מהפך מצנר). Zinnorit-Mahpach erweitert Mahpach, wenn der betonten Silbe eine offene Silbe mit vollem Vokal vorangeht, es dient denselben Disjunktionen wie Mahpach und kann darum als musikalische Variante von Mahpach angesehen werden. Es kommt am häufigsten vor als konjunktives Betonungszeichen vor Rewia gadol und vor Asla legarmeh.

## Vorkommen
| ספרי אמ"ת סִפְרֵי אֱמֶת                                                                            | ספרי אמ"ת סִפְרֵי אֱמֶת |
| --------------------------------------------------------------------------------------------- | ------------------ |
| Sifre Emet [siɸre ʔɛmɛt] deutsch ‚Bücher Emet‘, bzw. ‚Bücher der Wahrheit‘                    |                    |
| אִיוֹב                                                                                          | (Ijob)             |
| מִשְלֵי                                                                                          | (Sprichwörter)     |
| תְהִלִּים                                                                                         | (Psalmen)          |
| Anfangsbuchstaben der Bücher Ijob , Sprichwörter und Psalmen bilden zusammen das Merkwort אֱמֶת |                    |

Die beiden Formen von Zinnorit zählen zu den Ta’amei Sifrei Emet טַעֲמֵי סִפְרֵי אֱמֶ"ת, den Teamim der Bücher Emet. Die Tabelle zeigt das eher seltene Vorkommen der beiden Formen von Zinnorit in den drei poetischen Büchern.
| Teil des Tanach | Zinnorit-Mercha | Zinnorit-Mahpach |
| --------------- | --------------- | ---------------- |
| Psalmen         | 17              | 138              |
| Ijob            | 1               | 23               |
| Sprüche         | 0               | 16               |
| Gesamt          | 18              | 177              |